# 海布里奇 (新澤西州)
海布里奇（英語：High Bridge）是位於美國新澤西州亨特登縣的自治市鎮。

## 人口
根據2020年美國人口普查的數據，海布里奇的面積為6.30平方千米，當中陸地面積為6.19平方千米，而水域面積為0.10平方千米。當地共有人口3546人，而人口密度為每平方千米563人。